# نيكلاس موريتسن
نيكلاس موريتس موريتسن (بالإنجليزية: Nicklas Mouritz Mouritsen)‏  هو لاعب كرة قدم دنماركي. ولد في 15 مارس 1995 في كوبنهاغن في الدنمارك. يلعب كظهير أيسر لنادي الدرجة الأولى الدنماركي إف سي هيلسينجور.

## روابط خارجية
- نيكلاس موريتسن على موقع قاعدة بيانات كرة القدم.إي يو (الإنجليزية)
- نيكلاس موريتسن على موقع Soccerway.com (الإنجليزية)
- نيكلاس موريتسن على موقع AS.com (الإسبانية)